# IC 3513
IC 3513 је појединачна звијезда у сазвјежђу Береникина коса која се налази на листи објеката дубоког неба у Индекс каталогу.
Деклинација објекта је + 27° 19' 49" а ректасцензија 12h 34m 11,6s.